# 산패
산패(酸敗, 영어: rancidity)란 유지와 같은 식품을 공기에 장시간 노출하거나 고온에 가열하였을 때 맛과 색상이 나빠지며 이취가 발생하는 등 식품 성상에 변화가 생기는 현상으로 변패의 일종이다. 산패는 물, 산, 알칼리 및 효소에 의한 '가수분해적 산패'와 산화에 의한 '산화적 산패'로 구분된다. 산패는 식품의 품질을 저하시키고 영양소를 파괴하며 암 유발인자를 형성하기도 하므로 산패 현상이 일어난 식품은 섭취를 자제하는 것이 좋으며 또한 산패가 일어나지 않도록 방지하는 것이 좋다. 산패는 불포화도가 높은 기름에서 더 잘 발생한다. 산패를 방지하기 위해서는 유지 식품에 산화방지제를 가하고 서늘하고 그늘진 곳에 보관하며 지나치게 장기간 보관하지 않도록 한다. 또한 가열하였던 기름은 되도록 재사용하지 않는다.

## 가수분해적 산패
기름이 수분, 산, 알칼리, 효소 등에 의하여 유리지방산과 글리세롤로 분해되며 불쾌한 냄새나 맛을 나타내는 경우를 뜻하며, 버터와 같이 분자량이 작은 낙농제품에서 일어나기 쉽다. 또한 유지의 원료 식품에 함유되어 있는 지방 분해 효소에 의해 일어나기도 한다.

## 산화적 산패
기름의 불포화 지방산이 산화에 의하여 불쾌한 맛이나 냄새를 나타내는 경우로, 공기중의 산소가 그 원인으로 작용한다. 산소가 과산화 생성물을 형성하여 유지의 산화를 촉매하면 자동적으로 산화가 진행되므로 '자동 산화'라고도 한다. 빛, 열, 금속 이온 등이 이 과정을 촉진한다.

## 같이 보기
- 튀기기
- 발효 식품
- 식품 저장
- 지질 과산화
- 방부제
- 부패